# Salt Creek Commons
 (juillet 2025).
Salt Creek Commons est une census-designated place située dans le comté de Porter, dans l’État de l'Indiana, aux États-Unis. Lors du recensement de 2020, elle compte 1 979 habitants.